# 움

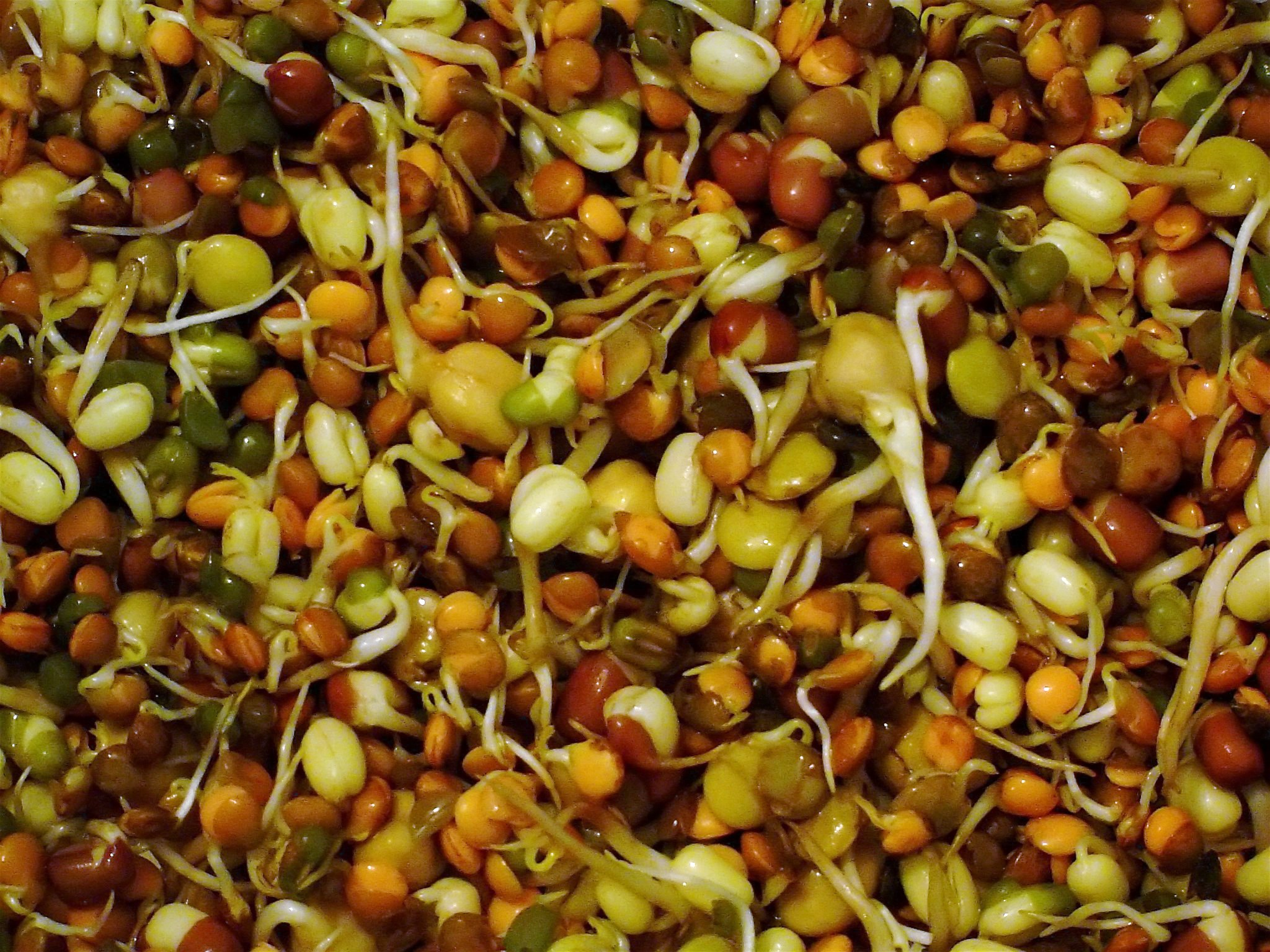
콩 맹아

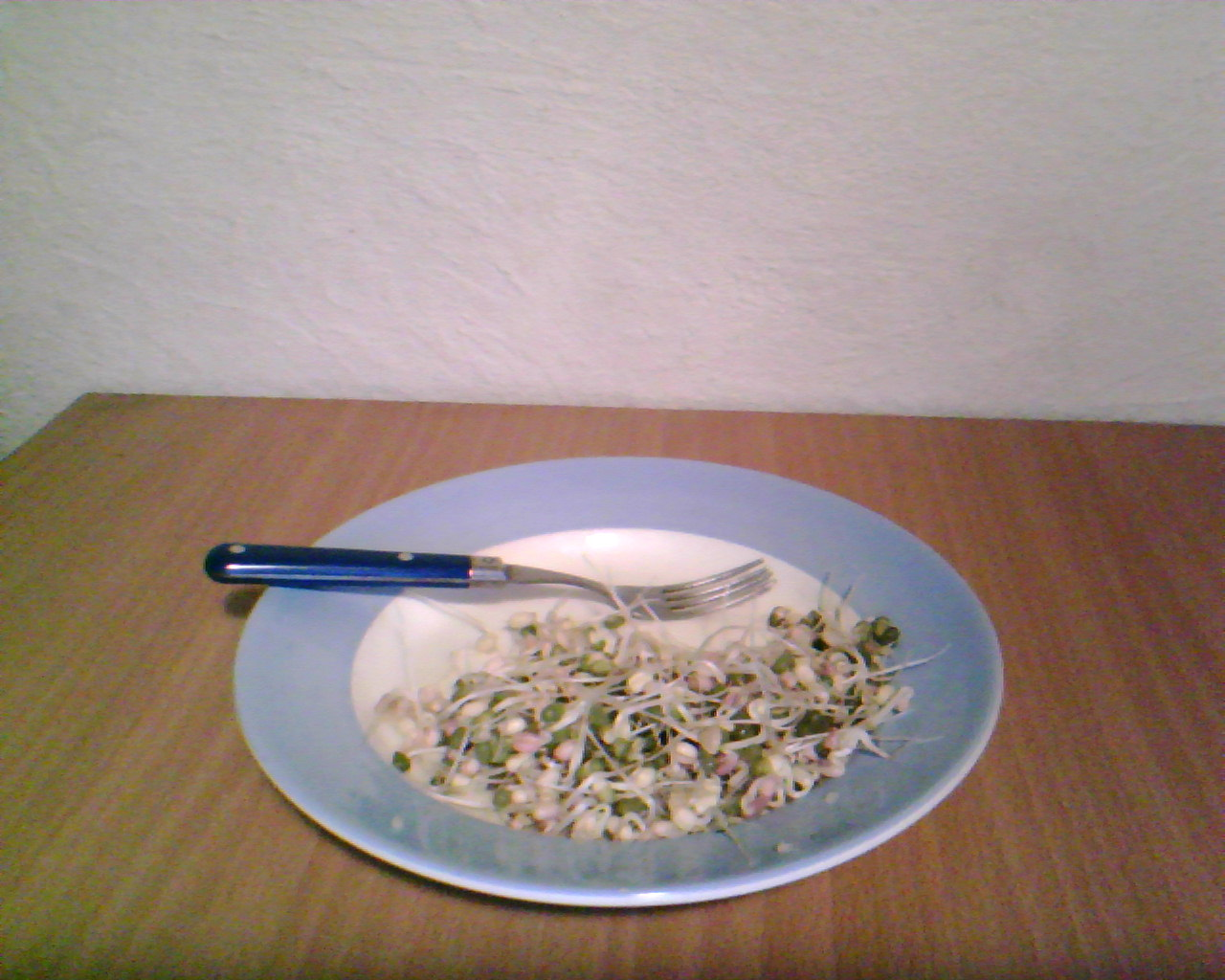
대두 맹아

움(영어: sprout)은 풀이나 나무에 새로 돋아 나오는 싹이다. 맹아(萌芽, Sprouting)는 숙근초나 목본식물의 눈이 발아하는 것을 말한다. 맹아에 앞서서 저온을 필요로 하는 종류가 많다.

## 같이 보기
- 발아